# NGC 4236
NGC 4236 és una galàxia espiral barrada a la constel·lació del Drac. Va ser descoberta per William Herschel el 6 d'abril de 1793. És una de les galàxies més properes al Grup Local.
De magnitud aparent 10,5, la seva brillantor superficial és molt baixa (15,4 mag / arcmin²).
Es considera que NGC 4236 és, o bé un membre del Grup M81 -un grup de galàxies distant de la Terra 11,7 milions d'al (3,6 M pc) que inclou les galàxies M81 i M82, observables en la constel·lació de l'Óssa Major- o bé la galàxia més brillant del seu propi grup, que inclouria UGC 6456 i UDG 8201.
Les ones de ràdio i la radiació infraroja d'NGC 4236 suggereixen que en el seu passat recent es va donar un intens fenomen de formació estel·lar, i de fet presenta una bona quantitat de restes de supernova.
NGC 4236 s'allunya de la nostra galàxia a una velocitat d'uns 2 km/s.